# 박재완 (충청북도의원)
박재완(朴宰完, 1952년 8월 13일 ~ )은 대한민국의 제11대 충청북도의원이다.

## 학력
- 삼산국민학교 졸업
- 보은중학교 졸업
- 청주기계공업고등학교 졸업

## 경력
- 보은군 지역혁신협의회 회장
- 보은군민장학회 상임이사
- 보은청년회의소 회장
- 보은중학교 총동문회장
- 한국자유총연맹 보은군 지회장
- 보은문화원장
- 보은군 노인주간보호센터 운영위원회 위원장
- 보은군 실버복지관 운영위원회 위원장
- (주)보은기업 대표
- 브루노의료재단 보은요양병원 이사장
- 보은자활후견기관 운영위원장
- 보은정보고등학교 운영위원회 운영위원장
- 보은고등학교 학교법인 감사
- 보은군 장애인후원회 부회장
- 보은군 학교운영위원회협의회 회장
- 2020.04 ~ 2020.09 제11대 충청북도의회 의원
- 2020.04 ~ 2020.07 제11대 충청북도의회 전반기 산업경제위원회 위원
- 2020.07 ~ 2020.09 제11대 충청북도의회 후반기 윤리특별위원회 위원
- 2020.07 ~ 2020.09 제11대 충청북도의회 후반기 산업경제위원회 위원
- 2020.07 ~ 2020.09 제11대 충청북도의회 후반기 예산결산특별위원회 위원
- 2020.09.08 국민의힘 탈당

## 수상
- 대통령 표창 수상
- 사랑의 열매
- 교황 축복자 수상
- 문화관광부장관 표창 수상
- 2002 ~ 2008 연송적십자 봉사회 봉사원

## 논란
국민의힘 박재완 의원은 선거법 위반 수사를 받던 도중 탈당 후 사퇴했다. 2020년 9월 8일 충북도의원 박재완, 의원직 사퇴 문제는 당사자인 박재완 의원은 전임 하유정 의원이 선거법 위반으로 직을 상실한 후 재선거에서 당선된 것인데, 이쪽도 당선 5달도 안 돼 선거법 위반으로 사퇴했다는 것이다.

## 역대 선거 결과
|  | 39.40% |

|  | 40.65% |